# Antoine de La Boulaye
 (juillet 2024).
Si vous disposez d'ouvrages ou d'articles de référence ou si vous connaissez des sites web de qualité traitant du thème abordé ici, merci de compléter l'article en donnant les références utiles à sa vérifiabilité et en les liant à la section « Notes et références ».
Pour les articles homonymes, voir La Boulaye (homonymie).
Antoine de La Boulaye, né le 7 mars 1951 à Paris, est un peintre français réputé pour ses sujets équestres. Il explore un temps l'abstraction, donnant lieu à des expositions aux musées de Nantes et de Béziers dans les années 1990. Antoine de La Boulaye est nommé chevalier des Arts et des Lettres en 1986.

## Carrière
La carrière d’Antoine de La Boulaye commence par sa formation à l'École supérieure d'arts graphiques (Penninghen) à Paris. Puis il devient directeur artistique d’agences de publicité et d’édition jusqu’en 1980, pour ensuite se consacrer exclusivement à la peinture. Il s'impose rapidement comme un peintre de chevaux talentueux et expose régulièrement à la galerie La Cymaise à Paris.
De prestigieuses institutions lui ouvrent leurs portes, des Grandes écuries du château de Chantilly aux musées de Nantes et de Béziers, en passant par l'Institut français de Séville. De grandes galeries françaises lui consacrent des expositions, notamment la galerie Baudoin Lebon à la FIAC (Foire Internationale d'Art Contemporain) en 1993. La renommée d’Antoine de La Boulaye traverse les frontières, et il fait l'objet d'expositions personnelles en Suisse, en Belgique, aux États-Unis et au Royaume-Uni.
Sa reconnaissance officielle intervient en 1984, lorsque le président François Mitterrand lui commande deux tableaux. Le peintre séjourne alors plusieurs jours au château de Windsor au contact du prince Philip Mountbatten qu’il passe de longs moments à dessiner sur ses fameux attelages. Les deux tableaux seront offerts en cadeau à la Reine Elizabeth II lors de la visite du président au Royaume-Uni, et sont toujours conservés dans la Royal Collection au sein des appartements privés.
Peintre polyvalent, le style d’Antoine de La Boulaye évolue constamment, dans sa recherche de traduction des atmosphères singulières, du monde du cheval à celui de l’Espagne et de l’Orient, qui le fascinent depuis son plus jeune âge. Après avoir représenté des scènes de chasse, de course et de calèche, toutes ancrées dans la tradition classique, il s'oriente vers différents langages picturaux, explorant un temps l'abstraction contemporaine et les collages, où son sens de la couleur et l'équilibre classique manifestent encore son obsession pour le cheval. Selon le critique Hervé Legros, « les recherches du peintre s’orientent vers des images plus énigmatiques, comme s’il s’agissait pour La Boulaye de désapprendre toujours d’avantage ce qui pourrait le fixer dans une manière ». Il aborde également d'autres techniques comme la sculpture.
Ses recherches l'ont récemment amené à créer des images aux mises en scènes vives et colorées représentant des cavaliers réels ou imaginaires. Ces résultats sont obtenus en suivant un processus minutieux consistant à peindre d'abord son sujet de manière très aboutie avant de le déconstruire et de l'effacer puis de le superposer avec d'autres images. En effet, selon Pierre Giquel, par un mouvement qu’aucune règle ne semble conduire, le peintre affirme son attachement à la surface pour ensuite gommer, effacer, et ne garder que ce qui sera de l’ordre d’un frémissement.

## Citations
« Au milieu des bois, dans la campagne, dans son Ileau où il manie la tronçonneuse et le râteau, dans un coin de la maison merveilleuse, toute entière ordonnée pour la famille et les amis, dans ce foutoir qui lui sert d’atelier, ce lieu arraché au temps et à tout ce qui ressemble peu ou prou au point de départ de son aventure, seul avec lui même, La Boulaye tente chaque jour d’être un peintre de pied en cap, vivant au plus profond de sa conscience que le seul but de la peinture  est ce rendez-vous avec soi même qui nous permet de ne plus baisser les yeux lorsque les tableaux nous renvoient la réponse rayonnante à notre propre combat et témoignent enfin de ce que les autres n’auraient jamais pu faire à notre place. »

— Vincent Bioulès

« Le sujet rattaché à la peinture surgit comme une évidence, l’évidence que le cheval est intimement lié à mon identité de peintre. Cela ne me déplaît pas, car après tout, cet état de fait m’isole et rend ma démarche unique. Je crois que l’espace de l’art actuel est assez vaste pour qu’une démarche singulière puisse trouver sa place. »

— Antoine de La Boulaye

## Collections publiques
Les œuvres d'Antoine de La Boulaye sont présentes dans de prestigieuses collections privées et publiques, parmi lesquelles : 
- Banque Société Générale,
- Charles III (roi du Royaume-Uni),
- Fonds Régional d'Art Contemporain de la Loire,
- Fonds National d'Art Contemporain,
- Ambassade de France au Mexique,
- Ambassade de France à Madrid,
- Bibliothèque Nationale de France, Cabinet des Estampes, Paris,
- Musée de La Roche sur Yon (Arthoteque),
- Monnaie de Paris,
- Ville de Niort.

## Livres illustrés
- Anne de Feversham, L'ombre sur la lande et autres chasses fantastiques, Editions du Passage , 1981. 171 p.
- Joël Bouessée, Vénerie aujourd’hui 2, Paris, Éditions du Passage, 1982, 512 p.
- La Vénerie Aujourd'hui, Paris, éditions de Bourfontaine, 2005
- Autour de Cervantes: 22 Artistes pour illustrer Don Quichotte, préface de Jacques Laurans, L'Archange Minotaure & La Galerie Yves Faurie, 2005. 70 p.

## Expositions personnelles
- 1976 - 1982 - Galerie La Cymaise, Paris
- 1982 - Galerie Beaufreton, Nantes
- 1982 - Les Grandes Ecuries, Chantilly
- 1983 - Galerie Criswick, New York, États-Unis
- 1984 - Galerie Richard, Zurich, Suisse
- 1985 - Galerie La Cymaise, Paris
- 1986 - Galerie Criswick, New York, États-Unis
- 1987 - Les Grandes Ecuries, Chantilly
- 1989 - Galerie La Cymaise, Paris
- 1989 - Galerie Paul Vallotton, Lausanne, Suisse
- 1990 - Galerie La Cymaise, Paris
- 1991 - Espace 87, Fontenay Le Comte
- 1991 - Galerie Mercure, Béziers
- 1991 - Musée de Béziers
- 1991 - Hôtel du Département, Conseil Général de Vendée
- 1991 - Groupe Schneider, Paris
- 1992 - Galerie La Cymaise, Paris
- 1993 - Salon Découverte, Galerie Baudoin Lebon, Grand Palais, Paris
- 1993 - Galerie Baudoin Lebon, Paris
- 1993 - Galerie E. Peyre, Paris
- 1993 - Galerie Simon Aldrige, Londres
- 1993 - Galerie Image de Marque, Nîmes
- 1993 - Galerie Sintitulo, Nice
- 1993 - FIAC - Galerie Baudoin Lebon, Paris
- 1994 - Galerie Simon Aldrige, Londres
- 1994 - CO Galerie Simon Aldrige, Hong Kong
- 1994 - Exposition Tryptique, Bordeaux: BNP, Maison du vin de Bordeaux
- 1995 - Institut Français de Séville, Espagne
- 1995 - Galerie Simon Aldrige, Londres
- 1995 - Maison Billaud, Fontenay-Le-Comte
- 1995 - Galerie Mercure, Béziers
- 1995 - Groupe Schneider, Paris
- 1996 - Musée de Jersey, Ile de Jersey
- 1996 - La Cour de Varenne, Paris
- 1997 - Musée des Beaux-Arts de Nantes, France
- 1997 - Les Instantanés, Fonds Régional d’Art Contemporain des Pays de la Loire
- 1998 - Le Joli mois de Mai, Université Paris X et Bordeaux, Galerie Aline VIdal, Paris
- 1998 - Ananmorphies Influences, Galerie Murielle Durand, Paris
- 1998 - Maison de l'Infante, St Jean de Luz, France
- 1998 - CAC - Centre Culturel de la ville de Niort, France
- 1998 - Galerie Yves Faury, Sète
- 1999 - FIAC (Champagne Pommery)
- 2003 - Galerie Artémis, Paris
- 2004 - Bernard Chauchet Art Contemporain, Londres
- 2006 - Bernard Chauchet Art Contemporain, Londres
- 2006 - ART PARIS - Galerie Yves Faurie, Paris
- 2009 - Galerie Yves Faurie, Sète
- 2011 - Bernard Chauchet Art Contemporain, Londres
- 2015 - Bernard Chauchet Art Contemporain, Londres
- Depuis 2008 - Galerie-Atelier, Les Portes en Ré
- Depuis 2020 - Cricket Fine Art, Londres
- 2024 - Antoine de La Boulaye - Chevaux & Cavaliers, Galerie Louis Barrand, Paris
- Depuis 2024 - Galerie Louis Barrand, Paris
- 2025 - Chevauchée fantastiques, Usine Étoile, Fontenay-le-Comte
- 2025 - Les couleurs d'Antoine de La Boulaye, seul en scène, Usine Étoile, Fontenay-le-Comte

## Expositions collectives (sélection)
- 1991 - Cité Internationale des Arts Fondation de France, Paris
- 1993 - Galerie de Hesdin, Paris
- 1993 - Opération Badoit, Bordeaux et Paris (FIAC)
- 1994 - Musée de Béziers - Autour de Jean Cocteau
- 1995 - Nuits Gitanes - Maison Billaud, Fontenay-Le-Comte
- 1996 - Galerie Beau Lézard (Yves Faurie), Sète
- 1998 - Nuit de la Mutation – Agence By The Way, Paris
- 1998 - Corps à corps, FRAC Pays de Loire, Nantes
- 2001 - Vous avez dit Peinture? FRAC Pays de Loire, Les Sables d’Olonne
- 2002 - Dessins croisés, FRAC Pays de Loire, Saint-Jean-de-Monts
- 2006 - Autour de Cervantes, Espace Encan, La Rochelle